# جيم ديكسون (لاعب كرة قدم أمريكية)
جيم ديكسون (بالإنجليزية: Jim Dixon)‏ هو لاعب كرة قدم أمريكية أمريكي، ولد في 5 مارس 1904 في ياكيما في الولايات المتحدة، وتوفي في 8 يونيو 1966 في مقاطعة بينتون في الولايات المتحدة.